# 창새우과
창새우과(학명: Luciferidae)는 연갑류에 속하는 소형의 새우를 가리키는 과를 말한다. 창새우속(학명: Lucifer)만으로 분류되기도 하나, 2016년에 2개의 속으로 분류할 것이 제안되었다.

## 개요
부유성이 있는 소형 새우로 머리 부분이 매우 길게 돌출되어 있으며 아가미는 쓰이지 않는 등 보통 새우들이 속해 있는 속들과 또렷한 차별점이 있다. 또한 일반적으로 생활 내에서는 사용되는 사례가 없고 정어리의 사료에 섞여 나온다.

## 특징
몸길이가 10~15밀리미터 정도 되는 작은 새우이다. 신체는 매우 길며 투명한 형태를 가지고 있으며 몸은 양쪽으로 평평한 형태를 가지고 있다.
머리의 앞부분은 앞으로 길게 뻗어 있는 돋보이는 특징을 가지고 있으며 눈과 더듬이는 그 부분에 위치한다. 눈은 아이스토크 형태이며 신체와 길게 떨어져 있다.
첫번째 더듬이는 하편이 없으며 이마 뿔은 짧고 끝이 뻗어 있고 첫번째 턱다리에는 바깥다리와 안쪽 다리 모두 존재하지 않는다. 4번째, 5번째 가슴다리는 완전히 사라졌으며 일반 보행형 다리를 가지고 있지만 3번째 가슴다리의 경우 불완전한 형태의 집게발을 보이고 있는데 마디 사이에 끼워넣을 수 있는 구조이다. 또한 아가미는 없다.

### 명칭
루시퍼는 동명의 악마와 '빛을 내는 것'을 뜻한다. 학명의 명명자는 이 중 어떤 대상에서 유래한 명칭인지 밝히지 않았다. 한편 루시퍼속에서 분할된 벨제부브속은 학명 루시퍼를 악마의 이름과 연관지어 지어진 이름이다.
일본에서는 '꿈새우(ユメエビ)'라고 부르는데 명칭의 유래는 아직 밝혀지지 않았다. 외형이 악몽에서 볼 법한 외형이라 붙여진 것이라는 설이 있다.

## 분포와 생태
바다에서 떠다녀서 분포한다. 태평양과 대서양에 걸쳐 분포하며 경도 40도까지 서식한다. 그 밖에 L. faxoni는 서대서양에 서식하며, 그 외의 종은 인도양에서 분포한다.
연안역까지 서식하기 때문에 어류의 먹이로 중요한 역할을 하며 바다에서 매우 많은 양을 차지하는 것으로 생각되고 있다.
오키나와와 타이완까지의 바다를 대상으로 한 조사에서 개체의 밀도는 1000입방미터당 400~10000마리의 개체가 존재하는 수준. 유영력이 약한 편이기 때문에 잔잔한 바다에서 자주 보인다.

## 분류
매우 특징성이 많은 생물이라 1849년 '루시퍼과 (Luciferidae)'라는 이름의 개별의 과로 기술되었다. 기술 이후 벚꽃새우상과에 분류된 적 있었으나, 현대에는 개별의 과로 분류되고 있다.
그 외 니시무라 편저에서는 벚꽃새우상과로, 치하라-무라노에서는 보리새우상과로 분류하고 있다.

## 하위 분류
전 세계에 7종이 알려져 있다. 1919년 한센에 의해
총 6종이 분류되었으며 1976년 나머지 1종인 L. chacei가 기존의 종의 분할을 통해 기재되었다.
- 루시퍼속(학명: Lucifer)
  - L. chacei
  - L. faxoni
  - L. hanseni
  - L. intermedius
  - L. oriwntalis
  - L. penicillifer
  - L. typus

### 속의 분할

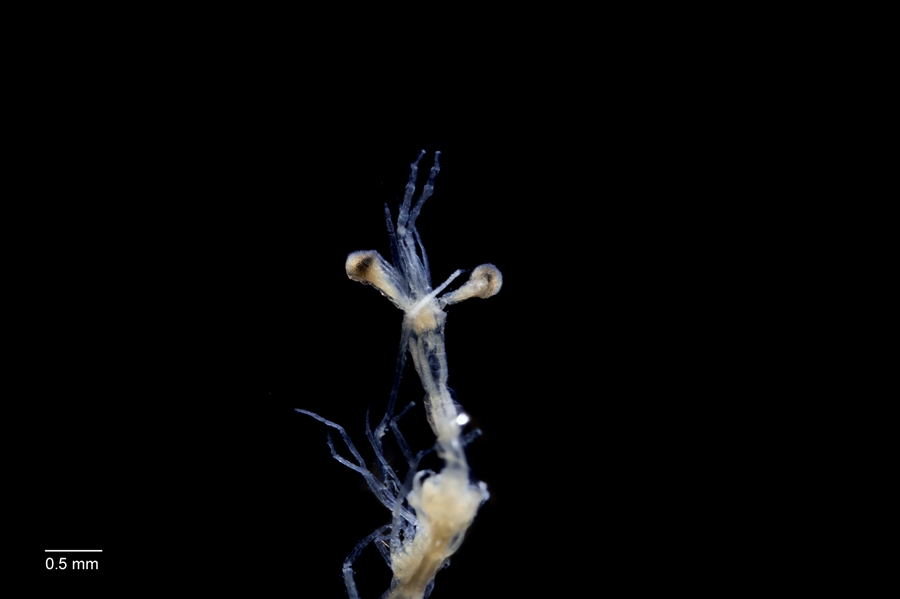
B. hanseni(벨제부브속에 포함되는 종)의 머리

Vereschk et al. (2016)에서 특징에 따라 분기분류학적으로 거기에 포함된 단형 속으로 간주 되는 종들이 있다는 것을 발견해 '벨제부브속'을 루시퍼속에서 분할했는데, L. typus, L. orientalis는 루시퍼속, 나머지 5종은 벨제부브속으로 분류되었다. 학명은 다음과 같다.
- 벨제부브속(학명: Belzebub)
  - B. chacei
  - B. faxoni
  - B. hanseni
  - B. intermedius
  - B. penicillifer

벨제부브속과 루시퍼속은 교미기관으로 명확하게 구별되며, 루시퍼속은 아이스토크가 원통형으로 긴 형태를 가지고 있으며 머리에서 눈까지 길게 뻗어 있었다는 것과 대비되며 벨제부브속은 아이스토크가 원뿔형으로 길고 뻗어나가지 않는다.
1919년 한센의 모노그래프에도 이 둘을 그룹으로 나누었으며 벨제부브속은 해당 모노그래프의 B그룹으로 해당된다.